# 学樹書院
株式会社学樹書院（がくじゅしょいん）は、1993年創業の出版社。
本社は東京都渋谷区。
主に哲学，文学，心理学，精神医学などの領域における出版を手掛ける。
代表的な出版物は，霜山徳爾著作集，カンピオン「ピアノレッスン」，ヤスパース「新・精神病理学総論」，シリーズ「精神医学の基盤」。
発売元として「スピノザーナ」（スピノザ協会），Studia Spinozana (ドイツ，Koenigshausen u Neumann)を手掛ける。